# Allison Brock
Allison Brock (7 de dezembro de 1979) é uma ginete de elite estadunidense, especialista em adestramento, medalhista olímpica por equipes na Rio 2016.

## Carreira
Allison Brock por equipes conquistou a medalha de bronze montando Rosevelt, ao lado de Kasey Perry-Glass, Steffen Peters e Laura Graves.